# Sony Athinaikos Athens
Sony Athinaikos Athens, handbollsklubb från Aten i Grekland. Är bland annat framgångsrika för herrar, med spel i EHF Champions League 2005/2006. Sony Athinaikos Athens kom sist i sin grupp i Champions League och förlorade alla matcherna, IK Sävehof, RK Celje och C.BM. Ademar Leonva med i Sony Athinaikos Athens grupp.

## Truppen 2005/06
| Spelare                   | Spelare |
| ------------------------- | ------- |
| Tamás Bene                |         |
| Constantinou Constantinos |         |
| Nenad Damjanovic          |         |
| Marios Efstathiadis       |         |
| Theodoros Gklavopoulos    |         |
| Antonios Gklousidis       |         |
| Miroslaw Artur Gudz       |         |
| Nikolas Kokonis           |         |
| Evgenios Koulouris        |         |

| Spelare                | Spelare |
| ---------------------- | ------- |
| Antonios Leonidas      |         |
| Nikolaos Magkafourakis |         |
| Dimitrios Makris       |         |
| Mikica Maksic          |         |
| Martin Martanovic      |         |
| Nikolaos Riganas       |         |
| Iakovos Sombirakoul    |         |
| Andreas Troupis        |         |